# Slurpy
Slurpy è un videogioco pubblicato nel 1984 per ColecoVision dal produttore statunitense Xonox e per Commodore 64 dalla Creative Sparks, divisione del gruppo britannico Thorn EMI. Slurpy è il nome del protagonista, una creatura tondeggiante con una proboscide a tromba che può risucchiare altre creature (in inglese slurp significa "mangiare o bere rumorosamente").

## Modalità di gioco
Il gioco si svolge in una caverna con stalattiti, vista di lato, che si estende su tutto lo schermo. Slurpy si può muovere fluttuando in tutte le direzioni e risucchia automaticamente tutto ciò che entra nel vortice che ha davanti alla proboscide. Il pulsante di fuoco può essere usato per risputare una cosa appena risucchiata o per voltare Slurpy, che può avere la proboscide orientata a destra o a sinistra indipendentemente dal movimento.
Per completare un livello e passare a una nuova caverna si devono risucchiare tutti i glowbug (lett. "insetti lucenti"), piccole sfere blu che vagano rimbalzando sulle pareti. I glowbug cambiano ogni tanto colore; quando sono rossi sono velenosi e se Slurpy li risucchia deve subito sputarli, altrimenti perde una vita. Se diventano marroni invece colorano Slurpy in giallo e conferiscono l'invincibilità contro il prossimo nemico.
Nelle caverne si aggirano altre creature più grosse e tutte letali al tocco. La maggior parte si possono risucchiare, ma anch'esse devono essere risputate se hanno assunto il colore rosso, mentre alcuni tipi sono immuni anche al risucchio. Possono esserci uccelli, insetti volanti, ragni che si calano dall'alto, teschi che diventano invisibili e solo allora sono commestibili, serpenti e altri mostri. C'è sempre una fila di 12 uova sul pavimento, che in caso di scontro con glowbug rossi o creature si schiudono e generano un Cave bird (uccello) o un Cave bug (insetto); arriva quindi un altro nemico a rideporre l'uovo, ma questo può essere evitato risucchiandolo. Se si perde troppo tempo in un livello, inoltre, inizia un terremoto che causa una pioggia di rocce letali.